# Polychrysum
Polychrysum é um género botânico pertencente à família Asteraceae. Inclui uma única espécie,  Polychrysum tadshikorum (Kudr.) Kovalevsk..